# مركز التغذية العامة
مجموعة متاجر مركز التغذية العامة General Nutrition Centers (GNC) يقع في  بيتسبرغي، بنسلفاني وكان بدايته و أسَاسُه شَركة أميريكية لبيعِ المُنتجات المُتعلقة بالصحةِ والتَغذية مِثال الفيتامينات، المُكملات، المَعادن، الأعشاب، الأغْذية الرِياضية، الأنْظِمة الغِذائية، ومُنتجات الطاقة.

## التاريخ
في عام 1935 قَام «ديفيد شاكريان» بافتِتاح مَحل صَغير للطعام الصحي، لاكزوم، في قلبِ مَدينة بيتسبرغ. في يَومِه الأول حَصل على 35 دولار امريكي فقط، لكِنه بعد ستة أشهر كَان باستطاعته فَتح مَحل آخر. بَعد سنة واحدة، عانى شاكريان مِما كان بِمثابة ضَربة قَاتلة له عندما فاض نهر أوهايو في عيد القديس باتريك ؛ حَيثُ غَمرت المِياة كلا المحلين. ومَع ذلك، فَقد قَام بِسُرعة بإعادة بِناء المحلين، وقَام بافتتاح خَمسة فُروع أُخرى عام 1941. وقد سُجِلت الشَركة كمؤسسة رَسمية في الأول مِن سبتمبر عام 1936، وقَد إنتقل شاكريان إلى مَجالِ الطلب بالبريدِ خِلال الحرب العالمية الثانية. قَال شاكريان أن الزبائِن كَانت تُرسل له شِيكات نَقدية وتطلب مِنه إرسال البضاعة لها بالبريدِ عِوضًا عنِ المَجئ إلى المحل بأنفُسِهم بِسبب تقنين الجاز الذي حدث خِلال الحرب العالمية الثانية. خِلال ضعف الطعام الصحي في الستينات، قام شاكريان بتوسيعِ سلسلته خارج بيستبرغ للمرة الأولى، وفي خِلال عملية التطوير قَام بتغيير إسمه إلى «مركز التغذية العامة». وقد تابع عَملية إدارة سِلسلة المَحلات حتى موته في عام 1984. إتجه شاكريان بسلسلة محِلاته إلى الشُهرة «مُدرجة على قائمةِ بورصة نيويورك للأوراقِ الماليةِ» في الثمانيناتِ.
التَوسع المُفرط وموت شاكريان في 1984 أدوا إلى استدانة كبيرة في مركزِ التغذية العامة.  مما أدى إلى قرارِ عائلته بِبيع مركز التغ

## محلات البيع بالتجزئة

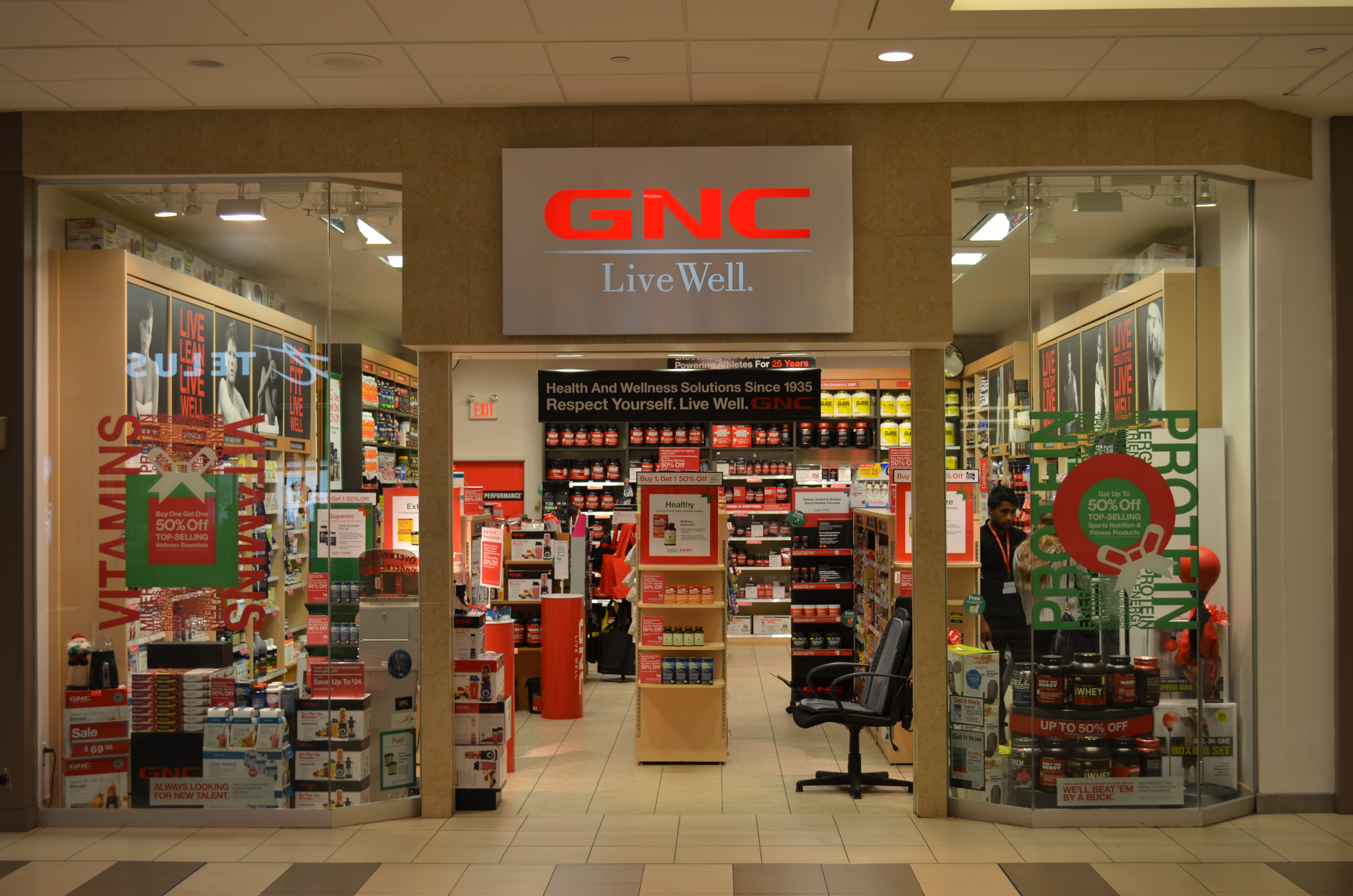
احد متاجر GNC في Promenade

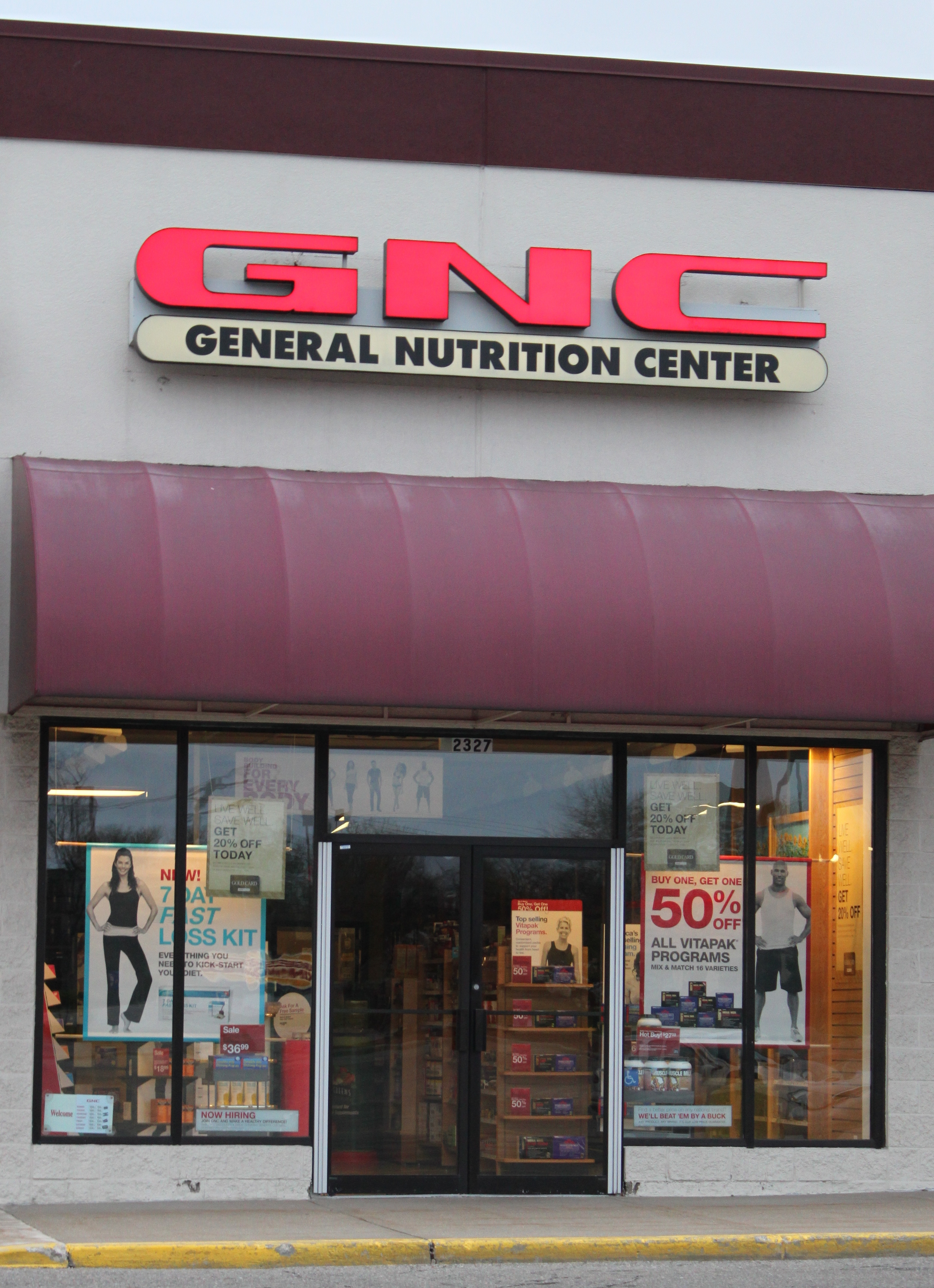
متجر جي ان سي Ypsilanti Twp., MI

عادة ما تخزن متاجر مراكز التغذية العامة مجموعة واسعة من منتجات إنقاص الوزن وكمال الأجسام والمكملات الغذائية والفيتامينات والعلاجات الطبيعية ومنتجات الصحة والجمال ، في كل من العلامات التجارية المملوكة لها وكذلك العلامات التجارية الخارجية. اعتبارًا من 31 ديسمبر 2018، كان لدى GNC ما يقرب من 8400 موقع، منها ما يقرب من 6200 موقع للبيع بالتجزئة في الولايات المتحدة (بما في ذلك ما يقرب من 2200 موقع Rite Aid المرخص لمتجر داخل متجر) وعمليات الامتياز في حوالي 50 دولة. في يوليو 2019 ، أُعلن أن GNC تخطط لإغلاق ما يصل إلى 1400 موقع تجزئة مملوك للشركة، وخاصة تلك الموجودة داخل مراكز التسوق.

## نموذج العمل
من مراكز التغذية العامة ما يقرب من 4100 موقع في الولايات المتحدة، 61٪ في مراكز الشريط و 28٪ في مراكز التسوق. تتوفر منتجات الشركة على الموقع الإلكتروني www.gnc.com ، واعتبارًا من يناير 2017 متاحة أيضًا في سوق متاجر امازون لمراكز التغذية العامة.

## دعاوي قضائية
عام 1998  اتُهمت مراكز التغذية العامة بإخراج أصحاب الامتياز بشكل متعمد من العمل من أجل «استعادة» المتاجر إلى سيطرة الشركة.  في مقال صدر بتاريخ 30 أبريل 2003 أن شركة مراكز التغذية العامة تمت مقاضاتها من قبل العديد من أصحاب الامتياز. الشكوى كانت أن الشركة الأم كانت تسمح لمتاجرها المملوكة لها ببيع منتجات بأقل مما يُسمح لمتاجر الامتياز ببيعها. زعمت الدعوى أيضًا أن مراكز التغذية العامة فرضت «رسوم إعادة تعيين» عالية على أصحاب الامتياز عندما تكون هناك لافتات جديدة تحتاج إلى تغيير في المتجر أو تعديل صورة يجب أن تقوم به مراكز التغذية العامة. تم رفع دعوى مماثلة مرة أخرى في مقال كتب في 20 أكتوبر 2004.
في فبراير 2015 ، أرسل المدعي العام في نيويورك إريك شنايدرمان رسائل وقف وكف للمحاكم Cease and desist إلى مراكز التغذية العامة وتجار التجزئة الرئيسيين الآخرين بسبب الاختبارات المعملية المتعلقة بدقة المحتويات المزعومة للملاحق. بعد ذلك  قام مراكز التغذية العامة بإزالة بعض الأسهم من المبيعات أثناء العمل مع المدعي العام. في سبتمبر 2016 ، توصلت مراكز التغذية العامة ومكتب المدعي العام في نيويورك وبائعي التجزئة التكميليين الآخرين إلى اتفاق في نهاية المطاف، وينجز تجار التجزئة الآن اختبارًا أكثر قوة للملاحق لضمان وضع العلامات الدقيقة.
في أكتوبر 2015 رفع المدعي العام لولاية أوريغون دعوى قضائية ضد مراكز التغذية العامة مدعيا أن الشركة باعت عن علم منتجات تحتوي على مكونات مادة بيكاميلون picamilon وβ-Methylphenethylamine، والتي تحظرها إدارة الأغذية والعقاقير.
في 2 فبراير 2017 ، هددت الشركة  بمقاضاة شبكة فوكس التلفزيونية  بسبب «الأضرار الاقتصادية الكبيرة التي تلحق بالسمعة، والفرص الضائعة، والأضرار المترتبة على ذلك»، بعد حظر إعلان عن السلسلة من البث خلال بطولة كرة القدم المسماة  Super Bowl LI. على الرغم من الموافقات المتكررة من قبل قناة فوكس نيوز، ذكرت الشبكة أن الإعلان قد تم رفضه من قبل الرابطة الوطنية لكرة القدم بسبب وجود اسم  مراكز التغذية العامة على قائمة اتحاد لاعبي الدوري الوطني لكرة القدم السوداء لبيع المنتجات التي تحتوي على مواد محظورة من قبل الدوري الوطني لكرة القدم الأمريكية NFL. زعم خطاب النوايا أن فوكس لم تبلغهم بأي قواعد من هذا القبيل عندما اشتروا وقت الإعلان ، وأشار إلى أن الشراء دفعهم إلى «إنفاق ملايين الدولارات في تكاليف الإنتاج وفي تطوير تسويق وطني منسق وإعادة تسمية العلامة التجارية. حملة»حول الإعلان التجاري. لا يحظر اتحاد كرة القدم الأميركي نفسه إعلانات المتاجر الصحية ما لم تحتوي على إشارات إلى منتجات محظورة محددة ؛ احتوى إعلان مراكز التغذية العامة على موضوعات تحفيزية فقط ولا توجد إشارات إلى منتجاته.